# Service pack
Pour les articles homonymes, voir SP.
Un service pack (lit. paquet de services, diminutif SP) est un ensemble de mises à jour, corrections ou améliorations de logiciels livré sous forme d'un seul paquetage installable en une seule opération. De nombreux éditeurs tels que Microsoft publient un service pack quand le nombre de correctifs individuels devient trop important.
L'installation d'un service pack est plus simple et rapide que l'ajout successif de nombreux petits correctifs surtout quand, par exemple, on doit mettre à jour de nombreux ordinateurs sur un réseau d'entreprise.
Un service pack peut être incrémentiel, c’est-à-dire qu'il ne contient que les correctifs qui n'étaient pas présents dans les précédentes versions du service pack, mais il est le plus souvent cumulatif, c’est-à-dire qu'il contient les nouveaux correctifs ainsi que les anciens.
Habituellement, les service packs sont numérotés et appelés SP1, SP2, etc.
En plus de corrections de bugs, un service pack peut aussi apporter des fonctions entièrement nouvelles. Par exemple, le SP2 de Windows XP a apporté un pare-feu et le support du Bluetooth.

## Déclinaisons de service packs

### Windows 2000

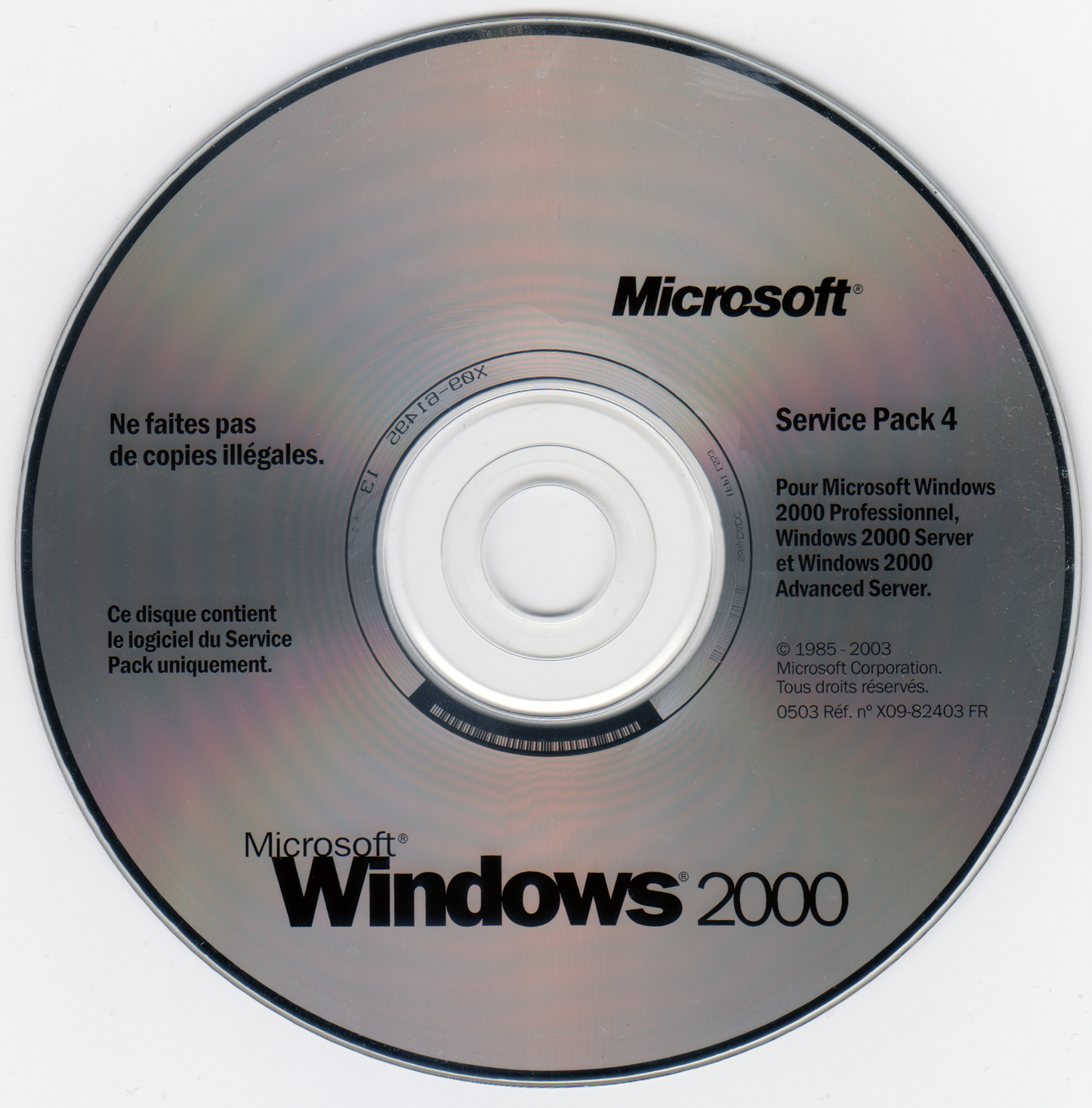
Disque d'installation de Windows 2000 SP4 en français

- Windows 2000 SP1 : sorti en août 2000 ;
- Windows 2000 SP2 : sorti en mai 2001 ;
- Windows 2000 SP3 : sorti en juillet 2002 ;
- Windows 2000 SP4 : sorti en juillet 2003.

### Windows XP
- Windows XP SP1 : sorti en septembre 2002 ;
- Windows XP SP2 : sorti en août 2004 ;
- Windows XP SP3 : la sortie initialement prévue en avril 2008 a été repoussée : elle a eu lieu le 7 mai 2008.

### Windows Vista
- Windows Vista SP1 (Windows Fiji) : officiellement disponible depuis le 18 mars 2008 sur Windows Update. Il apporte, outre les habituelles mises à jour de sécurité et de stabilité, de meilleures performances et un support matériel élargi ;
- Windows Vista SP2 : sorti en mai 2009.

### Windows 7
- Windows 7 SP1 : sorti le 22 février 2011.